# Tall Kajf
Tall Kajf (arab. تل كيف) – miasto w Iraku, w muhafazie Niniwa. W 2009 roku liczyło 29 216 mieszkańców. Miasto chrześcijańskie.